# 愛知県道229号八田停車場線
愛知県道229号八田停車場線（あいちけんどう229ごう はったていしゃじょうせん）は、愛知県名古屋市内を走る一般県道である。

## 概要
起点は多くの地図で高架化前のJR関西本線 八田駅となっているが、同駅高架化・移転後の2006年4月に駅前ロータリーが完成した時点で現在地へ変更された。野田2丁目交差点以南の約1.8キロメートル（km）は愛知県道106号鳥ヶ地名古屋線と愛知県道107号中川中村線の間を真南に向かって走る商店街の道で、幅600メートル（m）程度の範囲に県道が3本密集して並走する区間となっている。

### 路線データ
- 起点：愛知県名古屋市中川区八田町
- 終点：愛知県名古屋市中川区昭和橋通9丁目
- 全長：約3.7 km

## 沿革
- 1967年12月28日：認定[1]

## 別名
- 一柳通（名古屋市中川区）
- 八田街道（名古屋市中川区）
- 豊国通（名古屋市中川区、中村区）

## 地理

### 交差する道路
- 愛知県道190号名古屋一宮線（八田街道）（八田町交差点 - 野田小学校西交差点間で重複：八田本町で接続する旧道は市道八田本町線に降格）
- 愛知県道29号弥富名古屋線（八熊通）（野田2丁目交差点）
- 国道1号（昭和橋通：高杉町交差点）

### 周辺
- JR関西本線・名古屋市営地下鉄東山線 八田駅、近鉄名古屋線 近鉄八田駅
- 松蔭病院
- 名古屋市立高杉中学校